# الدرجات التسع والثلاثون
الدرجات التسع والثلاثون (بالإنجليزية: The Thirty-Nine Steps) هي رواية مغامرة بقلم المؤلف الإسكتلندي جون بوشان. ظهرت للمرة الأولى بشكل مسلسل في مجلة بلاكوود في أغسطس وسبتمبر 1915 قبل نشرها في شكل كتاب في أكتوبر من ذلك العام عن طريق ويليام بلاكوود وأولاده في إدنبرة. وهي أولى خمس روايات تضم شخصية ريتشارد هاناي، وهو بطل حركة ولديه موهبة بإخراج نفسه من المواقف الصعبة.
تم اقتباس الرواية لعدد من الأفلام، أبرزها: نسخة عام 1935 للمخرج ألفريد هيتشكوك. وإعادة إنتاج ملونة عام 1959. وهناك نسخة عام 1978 التي ربما تكون أكثرها وفاء للرواية؛ ونسخة 2008 التي أنتجت للتلفزيون البريطاني.

## روابط خارجية
- الدرجات التسع والثلاثون على موقع الموسوعة البريطانية (الإنجليزية)